# Antrag auf gerichtliche Entscheidung
Ein Antrag auf gerichtliche Entscheidung ist im weiteren Sinne jede ausdrücklich geäußerte Anregung an ein Gericht, eine bestimmte Entscheidung zu treffen oder einen Sachverhalt aufzuklären.
Im engeren Sinne ist er in Deutschland ein förmlicher Rechtsbehelf in Antragsform, der zur Entscheidung eines Gerichts führt. Zumeist richtet er sich gegen behördliche Maßnahmen und dient der Verwirklichung der Rechtsweggarantie des Art. 19 Abs. 4 GG; zumeist sind die ordentlichen Gerichte zuständig. Die Ausgestaltung des Rechtsbehelfs ist im Einzelnen unterschiedlich geregelt.

## Straf- und Bußgeldverfahren, Strafvollzug
Gegen Ermittlungsmaßnahmen der Strafverfolgungsbehörde (Staatsanwaltschaft, Kriminalpolizei) ist ein Antrag auf gerichtliche Entscheidung des Ermittlungsrichters (§§ 162, 169 StPO) gegeben. Eine ausdrückliche Regelung findet sich in der Strafprozessordnung nur für die Beschlagnahme (§ 98 Abs. 2 Satz 1 StPO) und für verdeckte Ermittlungsmaßnahmen (§ 101 Abs. 7 Satz 2 StPO), doch wird § 98 Abs. 2 Satz 1 StPO auf andere Ermittlungsmaßnahmen analog angewendet. Die Entscheidung des Ermittlungsrichters unterliegt grundsätzlich der Beschwerde (eingeschränkt nach den §§ 305, 304 Abs. 4 und 5 StPO). Auch gegen Sicherungsmaßnahmen wie Untersuchungshaft (§§ 117, 119a StPO) und einstweilige Unterbringung (§ 126a StPO) oder Beschlagnahme zur Sicherung der Einziehung/Unbrauchbarmachung und Vermögensarrest (§§ 111j ff. StPO) ist Antrag auf gerichtliche Entscheidung möglich. Gegen weitere Maßnahmen ist der Antrag auf gerichtliche Entscheidung stärker an die Beschwerde gegen gerichtliche Maßnahmen angelehnt; das betrifft etwa die Verweigerung der Akteneinsicht (§§ 147, 406e, 478 StPO) und Maßnahmen bei Nichterscheinen des Beschuldigten (§ 163a StPO) bzw. von Zeugen oder Sachverständigen (§ 161a StPO).
Auch im Ordnungswidrigkeitenrecht ist der Antrag auf gerichtliche Entscheidung des Amtsgerichts gegen Maßnahmen der Verwaltungsbehörde (§ 62 OWiG) der strafprozessualen Beschwerde nachgebildet. Er ist deshalb bei der Verwaltungsbehörde zu stellen, die ihn bei Nichtabhilfe weiterzuleiten hat (sinngemäße Geltung von § 306 StPO). Er ist in der Regel unbefristet und nicht anfechtbar; Ausnahmen: eine zweiwöchige Frist ist etwa im Falle der Wiedereinsetzung (§ 52 OWiG) oder der Verwerfung des Einspruchs (§ 69 OWiG) einzuhalten; bei der nachträglichen Anordnung der Einziehung (§ 100 OWiG), Kostensachen (§ 108 OWiG) und Entschädigungssachen (§ 110 OWiG) findet zudem die sofortige Beschwerde statt.
Gegen Maßnahmen auf dem Gebiet des Strafvollzuges oder des Vollzuges freiheitsentziehender Maßregeln ist ein Antrag auf gerichtliche Entscheidung der Strafvollstreckungskammer beim Landgericht gegeben (§ 109 StVollzG). Gegen die Entscheidung findet ggf. die Rechtsbeschwerde zum Oberlandesgericht statt (§ 116 StVollzG, § 121 GVG).
In Österreich ist gegen staatsanwaltschaftliche Ermittlungs- und Zwangsmaßnahmen der Einspruch (§ 106 StPO), gegen kriminalpolizeiliche Maßnahmen die verwaltungsgerichtliche Maßnahmenbeschwerde (Art. 130 Abs. 1 Z 2 B-VG) gegeben; in der Schweiz allgemein die Beschwerde (Art. 393 StPO).

## Verfahren der freiwilligen Gerichtsbarkeit
In Verfahren der freiwilligen Gerichtsbarkeit gibt es den Antrag auf gerichtliche Entscheidung als Rechtsbehelf beispielsweise in Notarkostensachen (§ 127 GNotKG, zum Landgericht), in Personenstandssachen (§§ 48, 49 PStG, zum Amtsgericht) oder im Aktienrecht (§§ 98, 132, 142, 260 AktG, hier gegen private Maßnahmen, zum Landgericht).

## Anfechtung von Justizverwaltungsakten
Im Übrigen ist gegen Maßnahmen der Justiz- oder Vollzugsbehörden (Justizverwaltungsakte) ein Antrag auf gerichtliche Entscheidung beim Oberlandesgericht gegeben (§§ 23 ff. EGGVG). Es handelt sich um einen nachrangigen Auffangtatbestand (§ 23 Abs. 3 EGGVG). Die Antragsfrist beträgt einen Monat (§ 26 EGGVG) bzw. ein Jahr im Falle der Untätigkeit (§ 27 EGGVG). U. U. ist eine Beschwerde im Verwaltungsverfahren vorgeschaltet (§ 24 Abs. 2 EGGVG, z. B. nach den §§ 25, 39, 49, 55, 63 BZRG). Gegen den Beschluss des Oberlandesgerichts ist bei Zulassung die Rechtsbeschwerde zum Bundesgerichtshof statthaft (§ 29 EGGVG, § 133 GVG).

## Weitere Fälle

### Baulandsachen
Verwaltungsakte nach dem Baugesetzbuch können durch Antrag auf gerichtliche Entscheidung der Kammer für Baulandsachen beim Landgericht angefochten werden (§ 217 BauGB). Über Berufung und Beschwerde gegen die landgerichtlichen Urteile entscheiden die Oberlandesgerichte (§ 229 BauGB), über die Revision der Bundesgerichtshof (§ 230 BauGB).

### Wehrbeschwerde- und -disziplinarrecht
Ein Soldat kann Antrag auf Entscheidung des Truppendienstgerichts stellen, wenn seine (weitere) Beschwerde erfolglos geblieben ist (§ 17 WBO, auch i. V. m. § 42 WDO). Gegen den Beschluss des Truppendienstgerichts ist bei Zulassung die Rechtsbeschwerde an das Bundesverwaltungsgericht gegeben (§ 22a WBO). Zum Disziplinarrecht siehe auch § 112 WDO, ferner die §§ 62, 63 BDG.

### Datenschutzrecht
Hält eine datenschutzrechtliche Aufsichtsbehörde einen Angemessenheitsbeschluss der Europäischen Kommission (Art. 45 DSGVO), einen Beschluss über die Anerkennung von Standardschutzklauseln (Art. 46 Abs. 2 DSGVO) oder über die Allgemeingültigkeit von genehmigten Verhaltensregeln (Art. 40 Abs. 9 DSGVO) für rechtswidrig, so hat die Aufsichtsbehörde ihr Verfahren auszusetzen und einen Antrag auf gerichtliche Entscheidung beim Bundesverwaltungsgericht zu stellen (§ 21 BDSG).